# 光束
光束（こうそく、英: luminous flux）とは、光の明るさを表す物理量である。SI単位はルーメン（記号: lm）、またはカンデラステラジアン （記号: cd sr）が用いられる。光束は人間の感じる量を表す心理物理量のひとつである。
光源を囲う面を貫く光束は全光束と呼ばれる。ランプの仕様は全光束によって表すことが多い。

## 定義
心理物理量である光束は、ヒトの視覚が感じる度合いによって、波長ごとに重み付けすることで定義される。波長ごとの分光放射束を Φλ とし、視感度を Kλ とすれば、光束は
{\displaystyle \Phi =\int _{0}^{\infty }K_{\lambda }\Phi _{\lambda }\,d\lambda }
で定義される。
波長 λ = 555 nm において視感度が最大となり、最大視感度の値は
{\displaystyle K_{\text{m}}=K_{555\ {\text{nm}}}=683\ {\text{lm}}/{\text{W}}}
となる。最大視感度との比をとることで、比視感度 Vλ=Kλ/Km が定義され、光束は
{\displaystyle \Phi =K_{\text{m}}\int _{0}^{\infty }V_{\lambda }\Phi _{\lambda }\,d\lambda }
と表される。

光度 I の点光源により面積 S の断面を貫く光束 Φ=Iω

点状とみなせる光源からの光度が I であるとき、この光源による、断面 S を貫く光束は、
{\displaystyle \Phi (S)=\int _{\omega (S)}I\,d\omega }
で与えられる。ここで ω(S) は点光源を中心として断面 S の張る立体角である。
光度が方向によらない場合には
{\displaystyle \Phi (S)=I\,\omega (S)}
で与えられる。

## 特徴
人間の目にはとりこむ光の量を調節する虹彩があり、明るい場所では虹彩が収縮し、暗い場所では弛緩する。よって、同じ光度の光源を見ても、直前に暗い場所にいて虹彩が開いていると網膜に届く光束が多くなるため明るく感じ、直前に明るい場所にいると逆となる。
光源から全方向に一定の光度を持つもの（白熱電球など）は、そのまま利用すると本来照射する必要のない方向に多くの光束を無駄にすることになってしまうので、反射板等をつけて一定の方向の光度を上げることによって無駄を減らすことができる。